# Maytenus dasyclados
Maytenus dasyclados là một loài thực vật có hoa trong họ Dây gối. Loài này được Mart. mô tả khoa học đầu tiên năm 1841.